# وایشالی دسای
وایشالی دسای (به انگلیسی: Vaishali Desai) بازیگر، مدل هندی است.
از کارهای معروف او می‌توان به بازی در فیلم کی میدونه فردا چی میشه؟ اشاره کرد.